# Anthrax hilarii
Anthrax hilarii är en tvåvingeart som först beskrevs av Macquart 1840.  Anthrax hilarii ingår i släktet Anthrax och familjen svävflugor. Inga underarter finns listade i Catalogue of Life.